# Bademli, Hadim
Bademli là một thị trấn thuộc huyện Hadim, tỉnh Konya, Thổ Nhĩ Kỳ. Dân số thời điểm năm 2011 là 696 người.